# Holy Island (Anglesey)
Holy Island (Gallois : Ynys Gybi = l'île de (Saint) Cybi) est une île galloise située à l'extrême nord-ouest du Pays de Galles dans le comté d'Anglesey. Elle est séparée de l'île d'Anglesey par un étroit chenal maritime, l'Afon Crigyll. Ce détroit n'est large par endroits que de 200 mètres et est franchi par plusieurs ponts dont un autoroutier. Il débouche au nord-nord-ouest sur le Bae Beddmanarch, une baie longue de cinq kilomètres sur trois dans sa plus grande largeur, et ouvrant sur la mer d'Irlande. 
L'île a une superficie de 39,4 km2 et compte 13 659 habitants (recensement 2011). Elle est célèbre par ses sites archéologiques comprenant de nombreux menhirs et chambres funéraires. 
L'agglomération principale de l'île est la ville de Holyhead.